# Peter Thelin
Tor Peter Thelin, född 1 januari 1952 i Örgryte, är en svensk barnskådespelare.

## Filmografi
- 1959 – Lejon på stan
- 1964 – Bröllopsbesvär
- 1964 – Henrik IV
- 1965 – Niklasons (TV-serie)
- 1968 – Vindingevals
- 1975 – Jorden runt med Fanny Hill

## Teater

### Roller
| År   | Roll        | Produktion                          | Regi            | Teater      |
| ---- | ----------- | ----------------------------------- | --------------- | ----------- |
| 1960 | Percy       | Miraklet William Gibson             | Per Gerhard     | Vasateatern |
| 1971 | Medverkande | Sol, vad vill du mig? Birger Norman | Ingvar Kjellson | Dramaten    |